# Love Is Dead
Love Is Dead – pierwszy studyjny album estońskiej piosenkarki Kerli. Wydany w 2008 roku promowany dwoma singlami, Love is dead oraz Walking on air, do których zrealizowano również teledyski.

## Lista Utworów
1. "Love Is Dead" (4:36)
2. "Walking On Air" (4:26)
3. "The Creationist" (3:39)
4. "I Want Nothing" (3:59)
5. "Up Up Up" (3:26)
6. "Bulletproof" (5:04)
7. "Beautiful Day" (3:51)
8. "Creepshow" (3:12)
9. "Hurt Me" (3:36)
10. "Butterfly Cry" (4:39)
11. "Strange Boy" (3:16)
12. "Fragile" (4:12)
13. "Heal" (6:05)